# Grønlands nationalvåben
Det grønlandske nationalvåben er et blåt skjold med en hvid isbjørn, der står oprejst på bagbenene. Isbjørnen blev først anvendt i det danske rigsvåben i 1666 hvor det stadig anvendes. I sin oprindelige udformning, var isbjørnen i det danske rigsvåben (kongevåbnet) vist gående på normal vis på alle fire poter, men i 1819 blev isbjørnen fremstillet som nu – halvt siddende og halvt stående på bagbenene. Det grønlandske nationalvåben er tegnet af kunstneren Jens Rosing og antaget som sådan af det grønlandske Landsting den 1. maj 1989. Hvor bjørnen i rigsvåbenet følger heraldisk tradition og hæver højre lab, løfter den grønlandske version den venstre, i lighed med isbjørnen i naturen.